# داون ماري بسالتيس

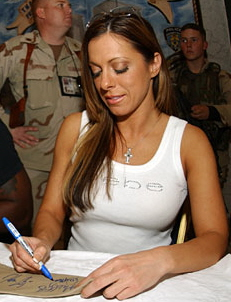
داون ماري توقع للجنود في مقر سلطة الائتلاف المؤقتة في بغداد، العراق، 2003

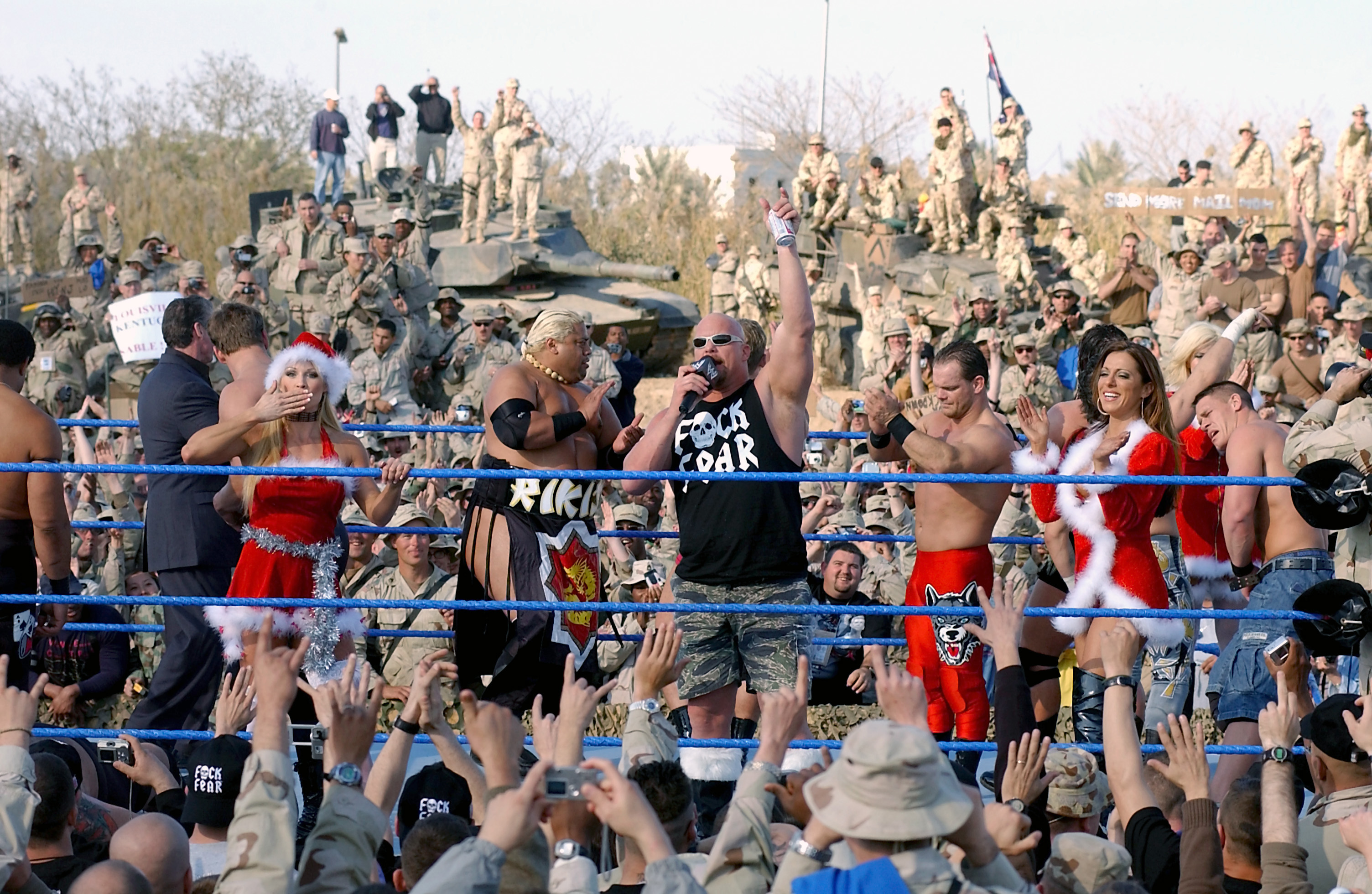
داون ماري في مباراة مصارعة ترفيهية للجنود في مقر سلطة الائتلاف المؤقتة، معسكر النصر، في بغداد، العراق، 2003م

داون ماري بسالتيس (ولدت في 3 نوفمبر 1970م) هي ممثلة وممرضة أمريكية ومصارعة محترفة متقاعد ومديرة مصارعة محترفة. ربما اشتهرت بظهورها مع إكستريم تشامبيونشيب ريسلينغ (ECW) ودبليو دبليو إي سماكداون العلامة التجارية لشركة دبليو دبليو إي (WWE) تحت اسمها الدائري داون ماري Dawn Marie.
قبل دخولها صناعة الترفيه الرياضي، كانت تكسب عيشها في العقارات. بعد أن قررت ممارسة مهنة عارضة أزياء أو في التمثيل بدأت تتجه نحو المصارعة في الدائرة المستقلة بعد لقاء مروجين للمصارعة. ثم وقعت صفقة مع ECW بعد فترة تجريبية لثلاثة أسابيع. ثم أدارت The Impact Players وSimon and Swinger حتى إفلاس ECW في عام 2001.
انضمت لاحقا بعد ذلك إلى دبليو دبليو إي، حيث اشتهرت أكثر بعد زواجها من Al Wilson، والد منافستها توري ويلسون. تم انهاء عقدها مع دبليو دبليو إي في عام 2005 بعد أن كشفت أنها حامل، مما أدى إلى رفع دعوى قضائية ضد أصحاب عملها السابقين. حاليا هي تعمل كممرضة.

## النشأة والحياة الشخصية
قام والدها وهو عالم حيوان بتربيها وقضيا معًا وقتهما في التخييم والصيد. كانت في شبابها من المعجبين بالاتحاد العالمي للمصارعة (WWF)، وأعجبت بالمصارعين مثل بوب باكلوند، وجيمي سنوكا، ورودي بايبر. تخرجت من كلية ستيرن لإدارة الأعمال بجامعة نيويورك في سن 22 عامًا. ثم انتقلت للعمل في شركة استشارات عقارية في مانهاتن، نيويورك، ووصلت إلى منصب مدير العقارات الدولية.
بعد لقائها بصديقها السابق الذي كان يطمح إلى لعب كرة القدم الأمريكية بشكل احترافي واكتشاف أنه وقع عقد مع نادي شيكاغو بيرز، قررت أنها تريد ممارسة مهنة في مجال الترفيه. فاستقالت من الشركة وانتقلت إلى صناعة الترفيه بهدف أن تصبح إما عارضة أزياء أو ممثلة.

## احتراف مهنة المصارعة

### البداية (1995-1998)
أثناء توقيع ملصقات عارض الازياء جوناثان جولد، وكيل مواهب ومروج للمصارعة المحترفة، قامت باخبار جوناثان جولد مازحة أنها ستكون مهتمة بممارسة مهنة في المصارعة. أخذ جولد تعليقها على محمل الجد واتصل فيما بعد فيها، وأبلغها أنه من المقرر أن تظهر في عرض مصارعة في نيو جيرسي. ومع بعض الخوف، ذهبت إلى العرض وساهمت مع توني أطلس في مباراته ضد جيمي سنوكا. حيث ظهرت في المصارعة المحترفة لأول مرة في يناير 1995. التقت بخطيبها المستقبلي سيمون دايموند خلال فترة عملها في عروض المصارعة المستقلة. وقابلت أيضًا بادي لانديل وديفون ستورم، وكلاهما ساعد في تدريبها. قضى ت أربع سنوات في العمل على الدائرة المستقلة الشمالية الشرقية، وظهرت مع عروض ترويجية مثل بطولة ماريلاند للمصارعة واتحاد المصارعة في الشرق الأوسط.

### بطولة المصارعة المتطرفة (1998-2001)
في عام 1998، تم إبلاغها أن موظف بطولة المصارعة المتطرفة ECW بوبا راي دادلي كان مهتمًا بإحضارها إلى البطولة. بناء على طلب من دادلي، سافرت إلى مقر البطولة في فيلادلفيا، بنسلفانيا، بول هيمان قال لها انه سوف يحجز لها لعدة مباريات في زاوية لتشارك مع المصارع لانس ستورم. ظهرت لأول مرة في ECW في 28 أغسطس 1998 كمديرة للانس ستورم، في عداء مع كريس كانديدو ومديرته تامي لين سيتش. على الرغم من أنه كان من المفترض أن يكون لها دور لمدة ثلاثة أسابيع فقط في الشركة،  أعجب هيمان بالكيمياء بينها وبين لانس ستورم وعرض عليها عقدًا وافقت عليه.
خلقت شخصيتها لتكون في حالة حب مع لانس ستورم وخرقاء بدلاً من أن تكون ساحرة.
تنازع لانس ستورم وداون ماري مع كريس كانديدو ومديرته تامي لين سيتش لعدة أشهر، وخلال تلك الفترة تم تغيير اسم داون ماري إلى "Tammy Lynn Bytch" كنكاية لكانديدو ومديرته. وبعد انتهاء الخلافات، استخدمت اسم الحلبة "Dawn Marie Bytch"، والذي اختصر في النهاية إلى داون ماري ببساطة. بعد أن شكل فريق داون ماري وستورم فريقًا مع Justin Credible المعروف في صيف 1999، وتمكنت داون ماري من إدارة كلا المصارعين ومرافقتهم في حلبات المصارعة، وساعدتهما على الفوز ببطولة ECW World Tag Team Championship في مناسبتين.
استمرت داون ماري في إدارتها ومرافقتها لستورم حتى ترك ECW للمشاركة في بطولة العالم للمصارعة (WCW) في مايو 2000. ولاحقا عرضت WCW عقدًا على داون ماري، لكنها رفضت ترك ECW للبقاء مع خطيبها وهو مصارع ECW سيمون دايموند. علماً أنه كان لديها أيضًا عامين متبقيين في عقدها ECW.
بعد أن غادرت ECW، أصبحت داون ماري المعلق الرياضي الخبير على ECW وأصبحت مشهورة أيضا في المسلسل التلفزيوني ECW على قناة TNN. في 3 كانون الأول (ديسمبر) 2000، في مباراة مذبحة في شارع 34، وهي مباراة مصارعة تعمل من خلال (الدفع لكل مشاهدة)، أعلنت أنها ستصبح مديرة الفائز في المباراة الافتتاحية التي تتألف من سيمون دايموند وسوينجر ضد كريستيان يورك وجوي ماثيوز. على الرغم من فوز يورك وماثيوز بالمباراة، اختارت داون ماري الانضمام إلى Diamond و Swinger، اللذين أدارتهما حتى أعلنت ECW إفلاسها في أبريل 2001.

### الدائرة المستقلة (2001-2002)
بعد إفلاس ECW، عادت داون ماري إلى الدائرة المستقلة لإدارة المصارع دايموند. ظهر الثنائي عدة مرات جنبًا إلى جنب مع سوينجر مع اتحاد المصارعة X لمدة قصيرة في نوفمبر 2001. خلال الفترة التي قضتها في الحلبة المستقلة، تدربت كمصارع تحت قيادة سيمون دايموند وميكي ويبورك. في عام 2001 أيضًا، عملت داون ماري كتاجرة في الأسهم، وفي عام 2002، شاركت في استضافة برنامج مصارعة إذاعي جماعي معروف باسم "Piledriver Rock and Wrestling Radio Show".

### المصارعة العالمية الترفيهية

#### مساعدة فينس مكماهون القانوني (2002)
في أبريل 2002، بدأت داون ماري بالتفاوض مع اتحاد المصارعة العالمي (WWF)، ووافق الاتحاد في النهاية على الصفقة. لقد ظهرت لأول مرة على تلفزيون (WWE) في حلقة 30 مايو من مواجهة عنيفة! SmackDown كمساعد قانوني لفينس مكماهون. وظهرت لأول مرة باسم "Dawn Marie Rinaldi" على الرغم من اختصارها سريعًا إلى داون ماري "Dawn Marie". في قصتها الأولية تنافست لفترة وجيزة مع ستايسي كيبلر حول مكماهون حتى سلم ماكماهون منصب المدير العام لابنته ستيفاني مكماهون،  والذي تبعه بعد فترة وجيزة رحيل كيبلر عن العلامة التجارية RAW.

### عداء مع توري ويلسون (2002-2004)
دأت داون ماري عداء مثير للجدل مع توري ويلسون في عام 2002. في حلقة 17 أكتوبر من سماكدوون! حققت ماري فوزها الأول عندما تعاونت مع مات هاردي لهزيمة ريكيشي وتوري ويلسون. لاحقا طورت داون ماري علاقة مع والد ويلسون آل ويلسون. في طبعة 7 نوفمبر من سماكدوون!، أصبحت مخطوبة لآل ويلسون. في ديسمبر، حاولت داون ماري رشوة ويلسون بدعوتها إلى فندق ذات ليلة، وإذا وصلت فإنها ستنهي الخطوبة. سيتم عرض لقطات من الحدث لاحقًا في Armageddon pay-per-view. على الرغم من ذلك، ظل الزوجان مخطوبين، وتزوج الاثنان في 2 يناير 2003 في حلقة Smackdown! . بعد ذلك في القصة، ماتوا من نوبة قلبية بعد ممارسة الجنس القاسي عدة مرات متتالية في شهر العسل. ردا على ذلك، هزمت ويلسون داون ماريفي في امسية المصارعة المدفوعة الثمن لكل مشاهدة (No Mercy) في أكتوبر 2002. وهزمت داون ماري مرة أخرى في أمسية Royal Rumble في عام 2003 فيما وصفت الحلقة بأنها مباراة بين زوجة الأب مقابل أبنة الزوج. في «سماكداون» في 13 مارس 2003، تثير داون ماري الجمهور بفك أزرار ملابسها وفتحها تمامًا، مما أدى لإنشاء العديد من مقاطع فيديو يوتيوب عن هذه الحلقة.
وفي مايو 2004، بدأت داون ماري نزاعًا ثانيًا مع ويلسون. كجزء من الخلاف كان الاثنان يتنازعان على الوظيفة مع ويلسون في حلقات سماكداون، فقام المدير العام في ذلك الوقت كورت أنجل بوضع شروط للمباراة في الأمسية الرئيسية في حلقة «يوم القيامة» عام 2004، والتي فازت بها ويلسون.

### نزاعات أخرى (2004-2005)
بعد توقف برنامج سماكداون! عادت داون ماري في سبتمبر وبدأت قصة جديدة مع المصارعة جاكي جايدا، تتضمن ما إذا كانت هي وخطيب جاكي وهو المصارع تشارلي هاس على علاقة غرامية. أدت هذه المرحلة إلى مباراة بين الاثنين في حلقة «يوم القيامة»، وكان هاس هو الحكم الضيف. فازت داون ماري بالمباراة، ولكن بعد ذلك، أكد هاس علاقتهما، ثم أكد قطع العلاقات.
في برنامج المصارعة No Way Out، في 20 فبراير 2005، دخلت داون ماري في عداء مع المصارعة ميشيل ماكول بعد أن هاجمت ماكول ماري خلال مسابقة ديفاس حيث شاركت ماري وتوري ويلسون في استضافة المسابقة. في 3 مارس وفي حلقة سماكدوون!، تعاونت ماري مع رينيه دوبري في خسارة الجهد أمام المصارع بيغ شوو في مباراة فرق مختلطة McCool . في 24 مارس وفي حلقة سماكدوون!، قامت داون ماري بتثبيت ماكول باستخدام الحبال. وفي 14 أبريل من حلقة سماكدوون!، هُزمت داون ماري من قبل توريا في مباراة ديفايس، وكانت هذه آخر مباراة لماري.
كان آخر ظهور لها مع الشركة في حلقة ECW One Night Stand،  أدارت المصارع لانس ستورم في مباراته ضد كريس جيريكو. بعد ذلك تم انهاء عقدها مع WWE في 6 يوليو 2005 أثناء إجازة الأمومة، حيث كانت حاملاً.

### 2005 إلى الوقت الحاضر
في 5 نوفمبر 2005، ظهرت داون ماري حامل بشكل واضح في أمسية المصارعة لم شمل ECW Hardcore Homecoming: November Reign، وهي غير منتسبة إلى WWE، وكانت تحمل المفتاح لمباراة القفص الصلب للحدث الرئيسي بين جيري لين وجستين كريديبل. فاز جوستين كريدبل بالمباراة بعد تدخل بسالتيس وجيسون نايت ولانس ستورم نيابة عنه. في يونيو 2006، أدارت المصارع جوني كانديدو في مباراة من أجل ترقية ناشونال ريسلنغ سوبرستارز.
في يوليو 2009، وقعت داون ماري عقد مع دراغون غيت يو إس إيه كـمضيفة أمسيات، وهو دور مشابه لدور مذيع الحلبة. ظهرت ماري في UWE في عرض -الدفع لكل مشاهدة -«ميلتداون»، في 21 يوليو 2012، حيث أدارت العديد من المصارعين وضد مصارعين آخرين 
شاركت ماري في معرض World Wrestling Fan Xperience.

### برنامج النساء النجوم -غير خاضع للرقابة- (2008، 2010)
في 8 مارس 2008، ظهرت ماري لأول مرة مع Women Superstars Uncensored النساء النجوم (غير خاضعة للرقابة) كحكم ضيف خاص للمباراة بين عدة مصارعات، حيث كانت المباراة رباعية زظهرت ماري لأول مرة في الحلقة في 22 مارس 2008 وكانت الحلقة بعنوان النساء النجوم (غير خاضعة للرقابة)، حيث تنافست في بطولة كأس J-WSU / NWS، لكنها خسرت أمام بيكي بايليس في الجولة الأولى. وفي حلقة 21 يونيو من نفس البرنامج، هُزمت ماري من قبل «بيكي بايليس» بعد المباراة ثم تحولت لاحقا لمباراة فرق، حيث تعاونت مع بورتيا بيريز. في حلقة 23 أغسطس 2008 كانت المباراة النهائية لماري حيث تنافست في مسابقة مع تريكسي لين، وكان من المقرر أن تواجه ماري بيكي بايليس ولكن تم تغييرها بسبب توقيع بايليس على عقد مع شركة إمباكت ريسلينغ. في 6 مارس 2010 وفي حلقة من النساء النجوم (غير خاضعة للرقابة)، تم إدخال ماري في قاعة المشاهير من قبل ألسيا.